# 1952 год в науке

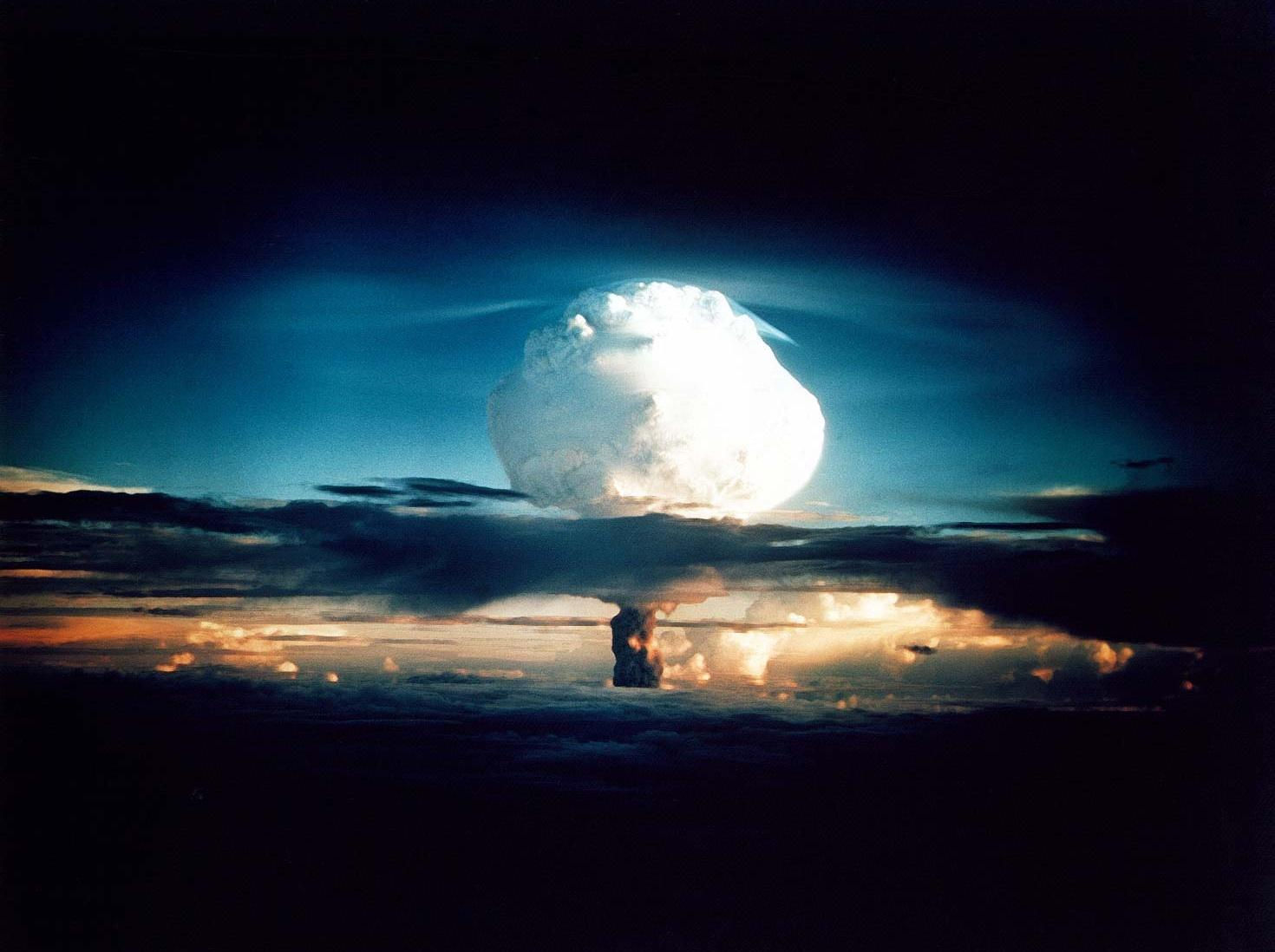
Ядерное испытание США на атолле Эниветок (Бикини (атолл), Маршалловы острова)

Линейный штрихкод

В 1952 году были различные научные и технологические события, некоторые из которых представлены ниже.

## События
- 6 апреля — первое удачное удаление гипофиза провели шведы Герберт Оливекрон (англ. Herbert Olivecrona) и Ролф Лафт (англ. Rolf Luft).
- 15 апреля — совершил первый полёт американский стратегический бомбардировщик B-52 «Стратофортресс».
- октябрь — на третьей сессии временного Европейского совета по ядерным исследованиям в октябре 1952 года Женева (Швейцария) была выбрана для размещения будущей лаборатории, которой дано название CERN.
- 7 октября — в США издан патент № 2 612 994, установивший правообладание Бернарда Сильвера и Нормана Джозефа Вудланда на изобретённый ими штрихкод.
- 9 октября — первая трансплантация пластикового сердечного клапана в медицинском центре Джорджтаунском университете в Вашингтоне.
- 1 ноября — первое термоядерное устройство было испытано США на атолле Эниветок (Бикини (атолл), Маршалловы острова) (Ivy Mike, 10,4 мегатонны в тротиловом эквиваленте)[1].
- 11 ноября — совершил первый полёт советский стратегический бомбардировщик Ту-95.
- 25 декабря — первую пересадку почки осуществил профессор Jean Hamburger (15.7.1909 — 1.2.1992) в парижской больнице Necker.

### Без даты
- Американский микробиолог Джонас Солк (Университет Питтсбурга) создал первую эффективную вакцину против полиомиелита.
- Советские ученые Л. В. Радушкевич и В. М. Лукьянович публикуют изображения углеродных нанотрубок.  (4)

## Достижения человечества

### Открытия
- Турецкий инженер-химик Сабри Эргун вывел уравнение Эргуна, описывающее течение жидкости в пористых слоях.
- Пол Меррилл открыл набор линий поглощения, соответствующий технецию, в спектрах некоторых звёзд S-типа[2], это означало, что технеций присутствует в их атмосферах и явилось доказательством происходящего в звёздах ядерного синтеза[3], ныне подобные звёзды называются технециевыми звёздами.

### Новые виды животных
- Животные, описанные в 1952 году

## Награды
- Нобелевская премия
  - Физика — Феликс Блох и Эдвард Миллс Парселл — «За развитие новых методов для точных ядерных магнитных измерений и связанные с этим открытия».
  - Химия — Арчер Джон Портер Мартин и Ричард Лоуренс Миллингтон Синг — «За открытие метода распределительной хроматографии».
  - Медицина и физиология — Зельман Ваксман — «За открытие стрептомицина, первого антибиотика, эффективного при лечении туберкулёза».

- Медаль Сильвестра (математика)
  - Абрам Самойлович Безикович
- Медаль Дарвина:
  - Джон Бёрдон Сандерсон Холдейн

## Скончались
- 4 марта — Шеррингтон, Чарлз Скотт — британский учёный в области физиологии и нейробиологии. Лауреат Нобелевской премии по физиологии и медицине в 1932 году «за открытия, касающиеся функций нейронов».
- 15 июня — Владимир Александрович Альбицкий, советский астроном.
- 9 ноября — Вейцман, Хаим — учёный-химик, политик.